# 루시아나 캐로

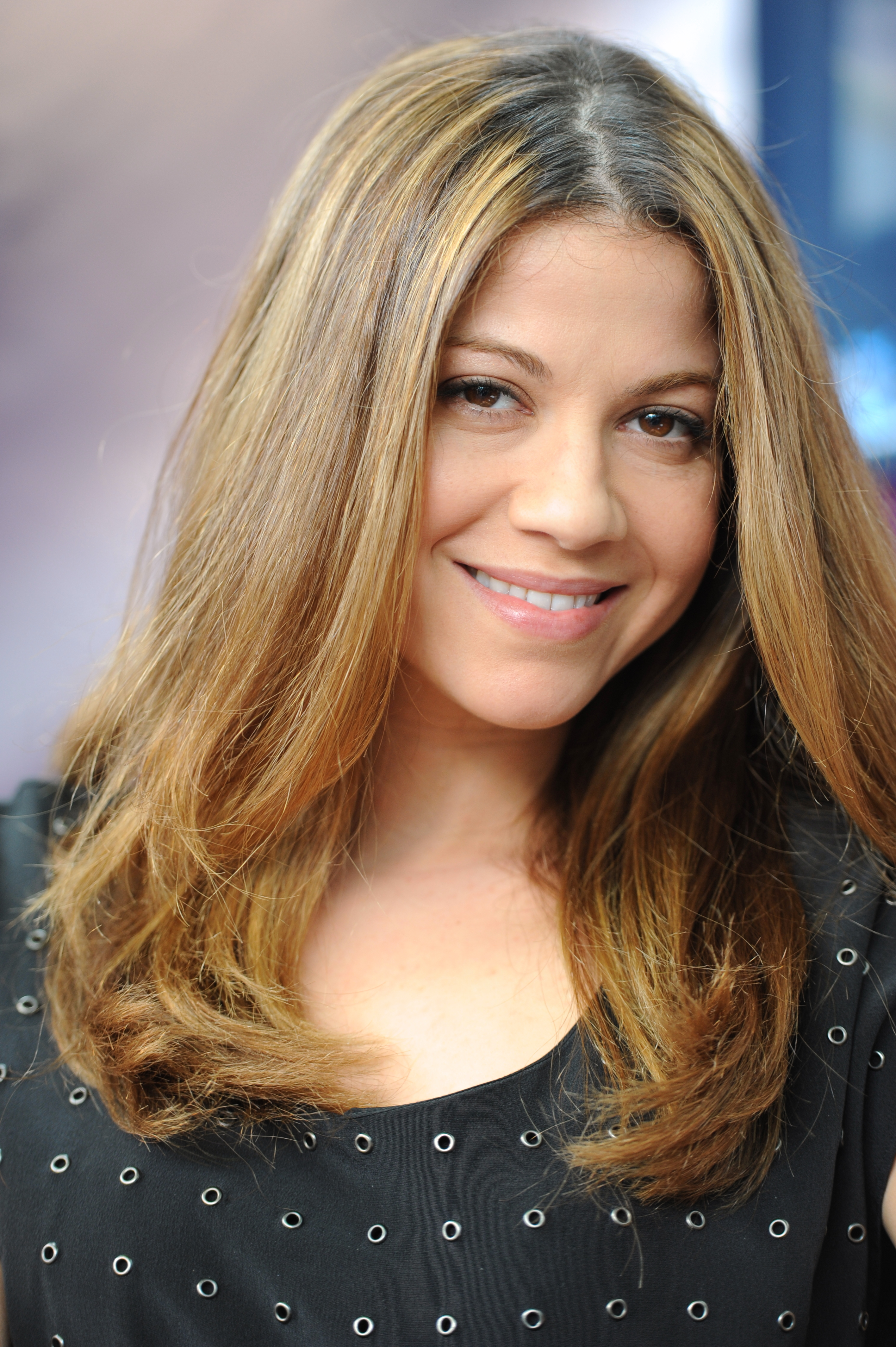

루치아나 카로(Luciana Carro, 1981년 3월 23일 ~ )는 캐나다의 배우이다.
토론토에서 태어났다.

## 출연 작품

### 영화
- 리얼리티 오브 러브 (2004)
- 화이트 칙스 (2004)
- 투 포 더 머니 (2005)
- 닥터 두리틀 3 (2006) - 브룩클린 웹스터 역
- 블레이즈 오브 글로리 (2007)
- Urgency (2010)

### 텔레비전
- 스몰빌 (2003, 2005)
- 엘 워드 (2004-05)
- 배틀스타 갈락티카 (2004-06)
- 킬러 인스팅트 (2006)
- 에버우드 (2006)
- 카프리카 (2010)
- 폴링 스카이 (2012-13)
- 헬릭스 (2014-15)
- 수퍼내추럴 (2016)